# Молотков, Алексей Гаврилович
Алексей Гаврилович Молотков (23 февраля 1874 ― 1951) ― российский и советский учёный, нейрохирург, доктор медицинских наук, профессор, директор Ленинградского научно-исследовательского института хирургической невропатологии (1926—1929), врач, участник Великой Отечественной войны, заслуженный деятель науки РСФСР (1947).

## Биография
Алексей Гаврилович Молотков родился 23 февраля 1874 года в селе Малых Крюков Обоянского уезда Курской губернии.
В 1901 году завершил обучение на медицинском факультете Томского императорского университета. Получил назначение ординатором клиники нервных и душевных болезней при Томском университете. В 1910 году успешно защитил диссертацию на соискание степени доктора медицинских наук на тему о воспитании сочетательно-двигательных, или условных, рефлексов на световые раздражения у человека. С 1910 года последовательно работал ассистентом, старшим ассистентом, приват-доцентом кафедры хирургической невропатологии. С 1926 года работал в должности директора Ленинградского научно-исследовательского института хирургической невропатологии, в 1929 году перешёл на должность заместителя директора по научно-медицинской части, а с 1937 года трудился в должности заведующего отделением хирургии периферических нервов в этом же институте. В годы Великой Отечественной войны продолжал работать в Ленинграде, спасал жизни блокадников и защитников города.
Является автором 56 научных работ, в том числе 3 монографий, посвященных изучению роли нервной системы в трофических процессах, исследовал патогенез трофических расстройств, а также клинику и оперативное лечение повреждений нервов, работал с самопроизвольной гангреной. Он автор и разработчик двухмоментной операции при абсцессу мозга. Предложил оригинальную методику пересечения кожных нервов для лечения разнообразных нейродистрофических расстройств. Занимался изучением роли кожных нервов в генезе каузалгии, фантомных и рубцовых болей. Научные труды А. Г. Молоткова стали основой для дальнейшего изучения повреждений и заболеваний нервов.
Активный участник медицинского сообщества. Заслуженный деятель науки РСФСР
Умер в 1951 году в Ленинграде.

## Награды
- Орден Трудового Красного Знамени,
- Орден Отечественной войны I степени,
- Медаль «За оборону Ленинграда»,
- Медаль «За победу над Германией в Великой Отечественной войне 1941—1945 гг.»,
- Заслуженный деятель науки РСФСР.

## Научная деятельность
Труды, монографии:
- Молотков А. Г. Воспитание сочетательно-двигательных рефлексов на световые раздражения у человека, диссертация, Санкт-Петербург, 1910;
- Молотков А. Г. Невротомия и радикотомия как метод биологической хирургии, Врачебная газета, № 3, с. 84, 1925;
- Молотков А. Г. Новый метод хирургического лечения болей, двигательных трофических и вазомоторных расстройств, Труды 20-го съезда русской хирургии, с. 134, М., 1929;
- Молотков А. Г. Некоторые данные о болевых проводниках на верхних и нижних конечностях, Архив биологических наук, т. 35, сер. А, в. 3, с. 357, 1934;
- Молотков А. Г. Болевые осложнения при огнестрельных повреждениях периферических нервов конечностей и их происхождение, Невропатология и психиатрия, т. 9, № 7-8, с. 77, 1940;
- Молотков А. Г. Особенности и достижения в области хирургии огнестрельных ранений периферической нервной системы в Великую Отечественную войну, Вопросы нейрохирургии, т. 8, № 2, с. 55, 1944.